# Nuoto ai Giochi della XXVI Olimpiade - Staffetta 4x200 metri stile libero maschile
Hanno partecipato alle batterie di qualificazione 17 nazioni: le prime 8 si sono qualificate per la finale.

## Finale
21 luglio 1996
| Posizione | Atleti                                                                              | Paese       | Tempo   |
| --------- | ----------------------------------------------------------------------------------- | ----------- | ------- |
|           | Josh Davis, Joseph Hudepohl, Brad Schumacher e Ryan Berube                          | Stati Uniti | 7:14.81 |
|           | Christer Wallin, Anders Holmertz, Lars Frölander e Anders Lyrbring                  | Svezia      | 7:17.56 |
|           | Aimo Heilmann, Christian Keller, Christian Tröger e Steffen Zesner                  | Germania    | 7:17.71 |
| 4         | Daniel Kowalski, Michael Klim, Malcolm Allen e Matthew Dunn                         | Australia   | 7:18.47 |
| 5         | Paul Palmer, Andrew Clayton, Mark Stevens e James Salter                            | Regno Unito | 7:18.74 |
| 6         | Massimiliano Rosolino, Emanuele Idini, Emanuele Merisi e Piermaria Siciliano        | Italia      | 7:19.92 |
| 7         | Marcel Wouda, Mark van der Zijden, Martin van der Spoel e Pieter van den Hoogenband | Paesi Bassi | 7:21.96 |
| 8         | Yann deFabrique, Lionel Poirot, Bruno Orsoni e Christophe Bordeau                   | Francia     | 7:24.85 |

## Non qualificate
| Posizione | Atleta                                                                                   | Paese         | Tempo   |
| --------- | ---------------------------------------------------------------------------------------- | ------------- | ------- |
| 9         |                                                                                          | Nuova Zelanda | 7:24.35 |
| 10        |                                                                                          | Brasile       | 7:28.82 |
| 11        |                                                                                          | Venezuela     | 7:32.63 |
| 12        |                                                                                          | Uzbekistan    | 7:40.60 |
| 13        |                                                                                          | Croazia       | 7:43.69 |
| 14        |                                                                                          | Corea del Sud | 7:45.98 |
| 15        | Sng Ju Wei (1:55.49) Gerald Koh (2:00.59) Desmond Koh (1:59.41) Thum Ping Tjin (1:58.70) | Singapore     | 7:54.19 |
| 16        |                                                                                          | Ecuador       | 7:54.37 |
| 17        |                                                                                          | Kirghizistan  | 8:00.00 |